# Johann Peter Ruth
Johann Peter Ruth (* 2. Februar 1769 in Hanau; † 18. Mai 1845 ebenda) war ein deutscher Jurist und Mitglied der Kurhessischen Ständeversammlung.

## Leben
Nach dem Besuch des Gymnasiums in Hanau studierte Ruth Rechtswissenschaften an der Philipps-Universität Marburg und wurde bereits als 20-Jähriger Anwalt beim Hofgericht Hanau. 1804 wurde er Mitglied des Gerichts und der Hanauer Regierung. Während der Zeit des napoleonischen Königreichs Westphalen fungierte er als Justiz- und Hofgerichtsrat. 1814, nach der Rückkehr des Kurfürsten Kurfürsten Wilhelm I. von Hessen-Kassel aus seinem Exil wurde Ruth hessischer Regierungsrat. In diesem Amt blieb er bis zu seiner Pensionierung im Jahre 1832.
1833 erhielt er ein Mandat für die kurhessische Ständeversammlung. Ruth war ein Jahr lang Mitglied der Ständeversammlung, vertrat die Landgemeinden des Kreises Hanau und galt als regierungsfreundlich.
1834 wurde er Mitglied des Vereins für Hessische Geschichte und Landeskunde, der maßgeblich an der Gründung der Stadtbibliothek Hanau beteiligt war. Ruth starb 1845 und vermachte der Stadt Hanau seine Büchersammlung mit über 3200 Büchern.